# Ringvej (Thisted)
 For alternative betydninger, se Ringvej (flertydig). (Se også artikler, som begynder med Ringvej)
Ringvej  er en to sporet ringvej der går igennem det nordlige Thisted. Vejen er med til at lede trafikken nord om Thisted Centrum, så byen ikke bliver belastet af for meget gennemkørende trafik.
Vejen forbinder Østerbakken i syd med Hanstholmvej i nord, og har forbindelse til P. L. Halds Vej, Industrivej, Kronborgvej, Højtoftevej, Havrevej, Nørrevænge og Thyparken.